# Zwarte sikkelsnavel
De zwarte sikkelsnavel (Epimachus fastosus) is de grootste paradijsvogel (Paradisaeidae) uit de orde zangvogels en de superfamilie Corvoidea. De vogel werd in 1783 door de Franse natuuronderzoeker  Johann Hermann geldig beschreven.

## Kenmerken
Het mannetje van de zwarte sikkelsnavel heeft zwart verenkleed met een iriserende groene, blauwe en paarse veren die een beetje op schubben lijken. Hij heeft ogen met een rode iris, een felgele mondhoeken en een lange zwarte, gebogen snavel. Verder heeft het mannetje een lange, sabelvormige staart, wat hem maakt tot de grootste paradijsvogel die een lengte van 110 cm kan bereiken. Verder heeft hij waaiervormige sierveren op de borst, die hij tijdens de balts kan opzetten.
Het vrouwtje is kleiner dan het mannetje, is roodbruin gekleurd, met een bruine iris en geelbruin vanonder.

## Leefwijze
De zwarte sikkelsnavel eet voornamelijk fruit en insecten en andere geleedpotigen. Het mannetje is polygaam en voert een uitgebreide paringsdans uit met de borstveren opgezet tot rond de kop.

## Verspreiding en leefgebied
De zwarte sikkelsnavel is een endemische vogelsoort van Nieuw-Guinea. De vogel komt voor in de bergen van de Vogelkop en het centrale Hoogland van Nieuw-Guinea. De vogel komt voor in een bepaalde hoogtezone, tussen de 1300 en 2500 m boven de zeespiegel, dus lager dan de bruine sikkelsnavel.

## Status
Het is een schaarse tot zeldzame vogel, die op veel plaatsen binnen het areaal helemaal niet voorkomt. Zelfs daar waar de vogel volgens de plaatselijke bevolking algemeen zou zijn, is de dichtheid zeer laag. Een groot deel van het areaal is echter niet goed onderzocht. BirdLife International schatte de totale populatie in 2017 op 3500-15.000 individuen. Houtkap en ontbossing voor landbouwdoeleinden vormen een bedreiging voor zijn leefgebied. Verder is er veel jacht op hem omdat de fraaie staartveren veel geld opbrengen op de zwarte markt. Maar op grond van het grote areaal waarin de vogel voorkomt en op grond van het lage tempo van achteruitgang, staat de vogel sinds 2017 niet meer als kwetsbaar, maar als niet bedreigd op de Rode Lijst van de IUCN. Echter, de handel (levend, dood of in onderdelen) in deze vogelsoort (en alle andere paradijsvogels) is volgens de overeenkomst inzake de internationale handel in bedreigde soorten wilde dieren en planten (Appendix II van het CITES-verdrag) beperkt.

## Taxonomie
De zwarte sikkelsnavel kan hybridiseren met de arfakastrapia. De nakomelingen (bastaards dus) werden ooit beschouwd als een aparte soort, de "Elliots sikkelsnavel" (Epimachus ellioti), die zou zijn uitgestorven. Hierover is geen volledige consensus.